# Cosmin Hănceanu
Cosmin Hănceanu (* 26. července 1986 Jasy, Rumunsko) je bývalý rumunský sportovní šermíř, který se specializoval na šerm šavlí. Rumunsko reprezentoval od roku 2008 čtyři roky. V roce 2010 obsadil třetí místo na mistrovství světa v soutěži jednotlivců. S rumunským družstvem šavlistů vybojoval v roce 2009 titul mistra světa a ve stejném roce skončil s družstvem druhý na mistrovství Evropy. V roce 2012 se nevešel do rumunského družstva, které získalo na olympijských hrách v šermu šavlí stříbrné medaile.